# Croydon

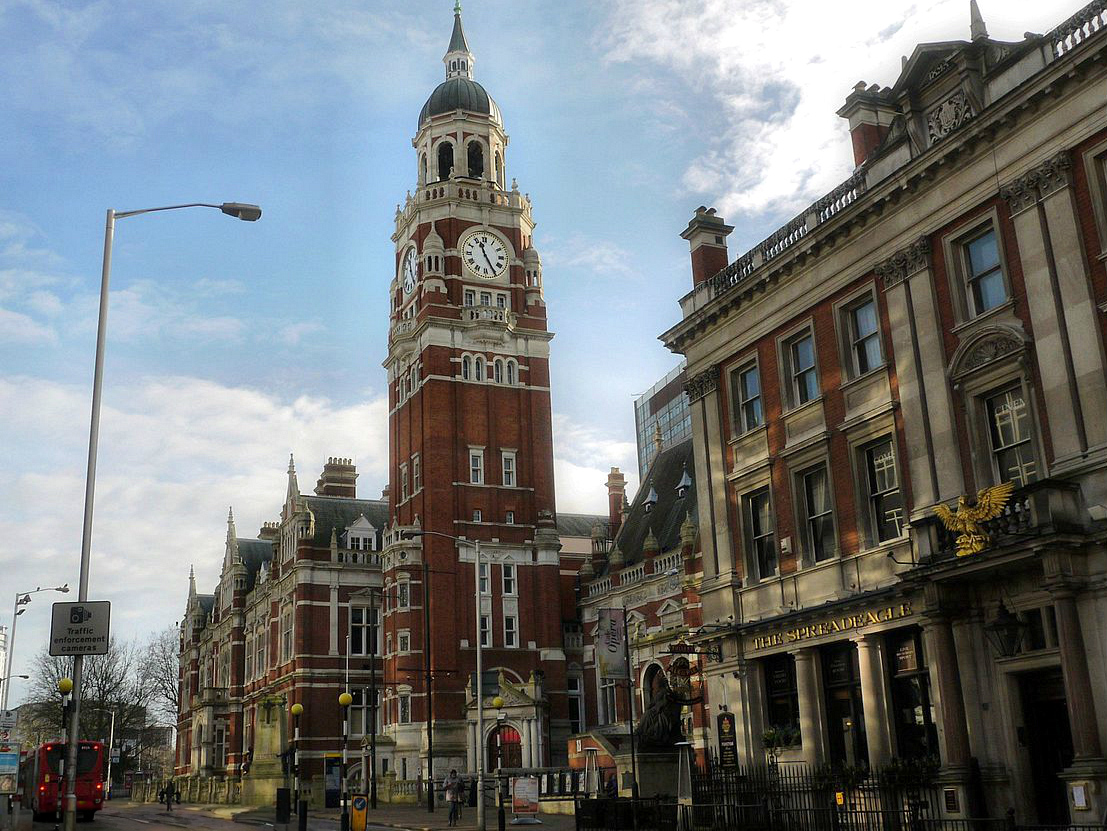
The Old Town Hall in der Katherine Street

Croydon ist ein Stadtteil im Süden Londons, England, 15 km südlich von Charing Cross. Als Teil des London Borough of Croydon, einem Verwaltungsbezirk von Greater London, ist es eines der größten Geschäftsviertel von Greater London mit einem großen Einkaufsviertel. Das gesamte Gebiet hatte im Jahr 2011 192.064 Einwohner.

## Persönlichkeiten
- Bertram Brooker (1888–1955), kanadischer Maler, Schriftsteller, Dichter, Journalist und Werbefachmann
- Tom Bennett (* 1969), Schauspieler
- Adam Pearson (* 1985), Schauspieler
- Lily Travers (* 1990), Schauspielerin
- Kit Connor (* 2004), Schauspieler